# Новая Гуриновка
Новая Гуриновка (укр. Нова Гуринівка) — село в Корюковском районе Черниговской области Украины. Население 2 человек. Занимает площадь 0,168 км².
Код КОАТУУ: 7422481507. Почтовый индекс: 15361. Телефонный код: +380 4657.

## Власть
Орган местного самоуправления — Бречский сельский совет. Почтовый адрес: 15361, Черниговская обл., Корюковский р-н, с. Бречь, ул. Школьная, 9.